# Bianka Buša
Bianka Buša (Servisch: Бјанка Буша) (Vrbas, 25 juli 1994) is een Servische volleybalster. Ze speelt als buitenaanvaller.
Haar oudere broer, Boris, is ook een volleyballer.
De manager is Roberto Mogentale, echtgenoot van volleyballer Małgorzata Glinka-Mogentale.

## Sportieve successen

### Club
Servië Kampioenschap:
- 2014, 2015
- 2012, 2013

Super Beker van Servië:
- 2013, 2014

Beker van Servië:
- 2015

Beker van Roemenië:
- 2016

Roemenië Kampioenschap:
- 2020
- 2016

Poolse Kampioenschap:
- 2018

Beker van Poolse:
- 2019

Turkije Kampioenschap:
- 2021

### Nationaal team
Europees Kampioenschap vrouwen onder 18:
- 2011

Europees kampioenschap vrouwen onder 20:
- 2012

Wereldbeker:
- 2015

Europees Kampioenschap:
- 2017, 2019
- 2021
- 2015

Olympische Zomerspelen:
- 2016
- 2020[2]

FIVB World Grand Prix:
- 2017

Wereldkampioenschap:
- 2018

## Individuele onderscheidingen
- 2019: Het beste buitenaanvaller Beker van Poolse